# Медзьянки
Медзьянки (словац. Medzianky) — село и одноимённая община в районе Вранов-над-Топлёу Прешовского края Словакии. В письменных источниках начинает упоминаться с 1212 года.

## География
Село расположено в южной части края, в долине реки Медзянки, при автодороге 18. Абсолютная высота — 222 метра над уровнем моря. Площадь муниципалитета составляет 4,93 км².

## Население
| Год:                | 1994 | 2004    | 2014    | 2024    |
| ------------------- | ---- | ------- | ------- | ------- |
| Количество человек: | 300  | 317     | 293     | 310     |
| Разница:            |      | +5,66 % | −7,57 % | +5,80 % |

По данным последней официальной переписи 2011 года, численность населения Медзянок составляла 296 человек.